# Giovanni Carlo Boschi
Pour les articles homonymes, voir Boschi.
Giovanni Carlo Boschi (né le 9 avril 1715 à Faenza, dans l'actuelle province de Ravenne, en Émilie-Romagne, alors dans les États pontificaux et mort le 6 septembre 1788 à Rome) est un cardinal italien du XVIIIe siècle.

## Biographie
Giovanni Carlo Boschi exerce diverses fonctions au sein de la Curie romaine, notamment au Tribunal suprême de la Signature apostolique, à la Congrégation des rites et comme préfet de la Maison pontificale.
Il est nommé archevêque titulaire d' Athènes en 1760 et le pape Clément XIII le crée cardinal lors du consistoire du 21 juillet 1766.
Le cardinal Boschi est Grand pénitencier et préfet de la Congrégation pour la correction des livres de l'Église orientale en 1767.
Il participe au conclave de 1769, lors duquel Clément XIV est élu pape, et au conclave de 1774-1775 (élection de Pie VI), où les cours des Bourbons posent leur véto contre son élection comme pape. Boschi est camerlingue du Sacré Collège en 1773-1774.
En 1776 il est chargé des négociations entre le Saint-Siège et le gouvernement du  duché de Modène pour la modification du code de 1771, qui serait nuisible pour l'immunité ecclésiastique. Les négociations ne réussissent pas à cause de la mort du duc François II de Modène et l'accession du duc Hercule III en 1780. Boschi censure le catéchisme de Vienne à cause de la discordance avec le catéchisme romain dans quelques passages.
Le cardinal Boschi meurt le 6 septembre 1788 à Rome à l'âge de 73 ans.

## Succession apostolique
Giovanni Carlo Boschi a ordonné les évêques suivants :
- Évêque Paolo Orefici (1768)
- Évêque Roberto Costaguti (it) (1778)
- Archevêque Giulio Cesare Zollio (it) (1785)
- Cardinal Bartolomeo Pacca (1786)
- Évêque Tiberio Cortese (1786)
- Cardinal Antonio Gabriele Severoli (1787)
- Évêque Lorenzo de Dominicis (1787)